# HD 53349
HD 53349，又名CP-58 820，SAO 234863、HR 2661，是一颗恒星，视星等为6.02，位于銀經269.21，銀緯-21.79，其B1900.0坐标为赤經6h 59m 32.1s，赤緯-58° -21.79′ 57″。